# 琵琶塚古墳
琵琶塚古墳（びわづかこふん）は、栃木県小山市飯塚にある古墳。形状は前方後円墳。国の史跡に指定されている。
栃木県では第2位の規模の古墳で、6世紀初頭（古墳時代後期）の築造とされる。

## 概要
栃木県南部、思川・姿川に挟まれた台地上に築造された古墳である。古墳は前方部を南南西に向ける。墳丘の築造では、自然の土ぶくれを利用して設けられた基壇の上に、2段で土盛りがなされている。築造時期については、古墳の形状や出土埴輪から6世紀初頭とされる。
本古墳の南方には同じく大規模古墳である摩利支天塚古墳があり、ともに下毛野地域を代表する首長墓とされる。両古墳築造後も、思川・姿川間の台地の北方では「下野型古墳」と呼ばれる独特の前方後円墳群が営まれていった。
古墳域は1926年（大正15年）2月24日に国の史跡に指定されている。2013年度（平成25年度）からは発掘調査が実施されており、墳丘1段目・2段目で円筒埴輪列が確認されている。

## 墳丘
墳丘の規模は次の通り。
- 墳丘長：約124.8メートル
- 後円部 - 3段築成。
  - 直径：約75メートル
  - 高さ：約11メートル
- 前方部 - 2段築成。
  - 幅：約70メートル
  - 高さ：約9メートル

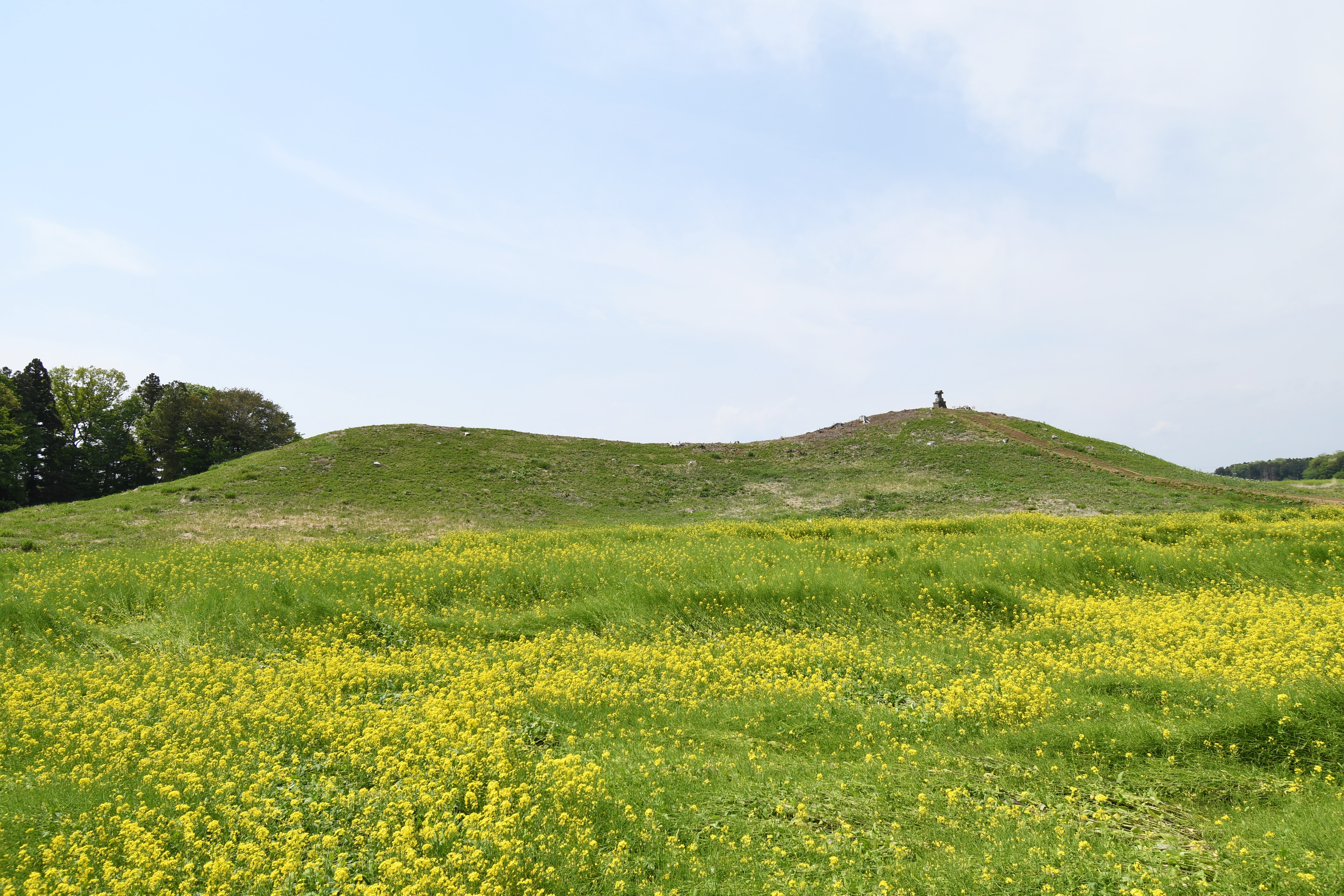
墳丘左に前方部、右に後円部。

墳丘の周りには幅約20メートルの周堀があり、墳丘東側と南側は二重の堀であったことが判明している。

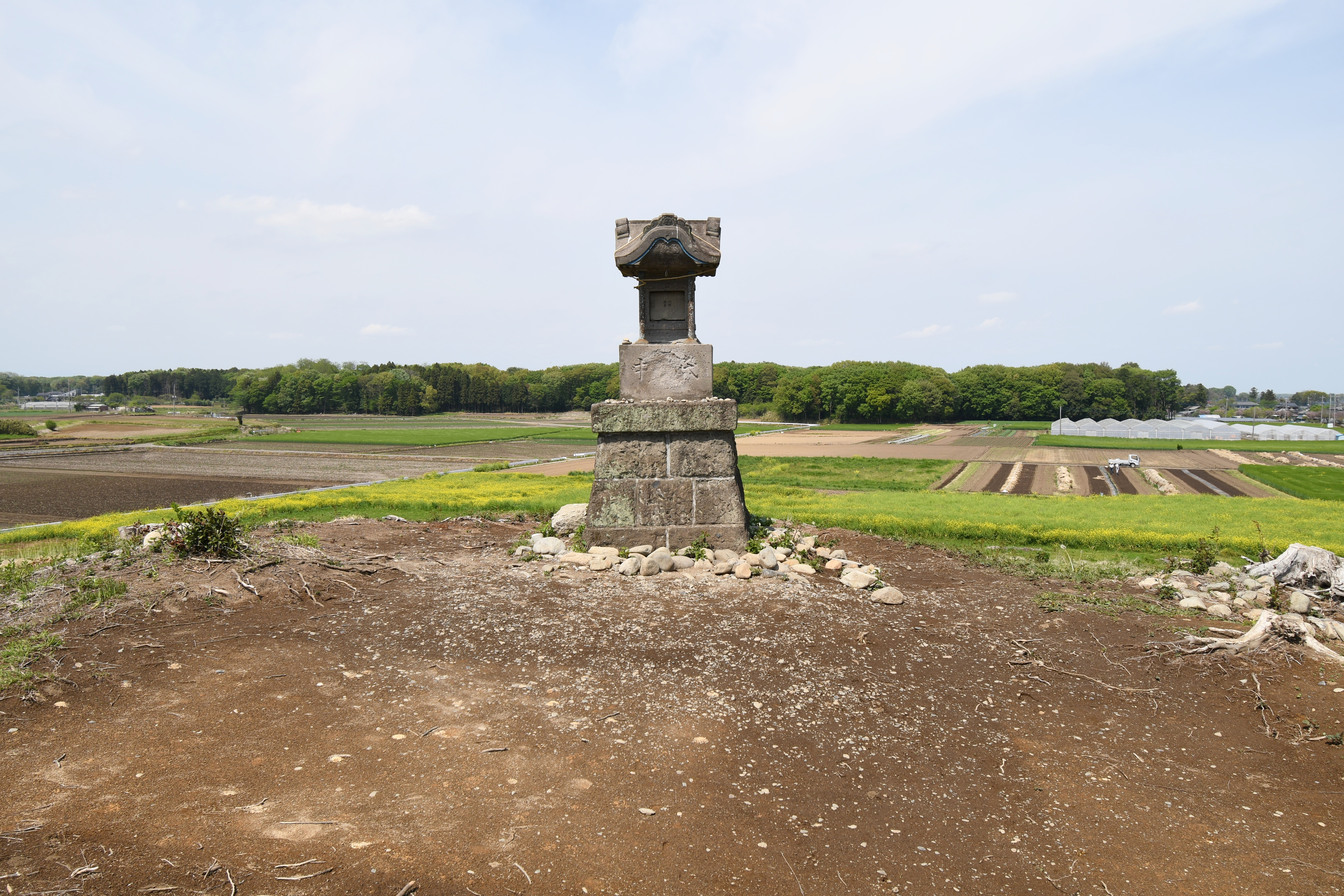
後円部墳頂の祠
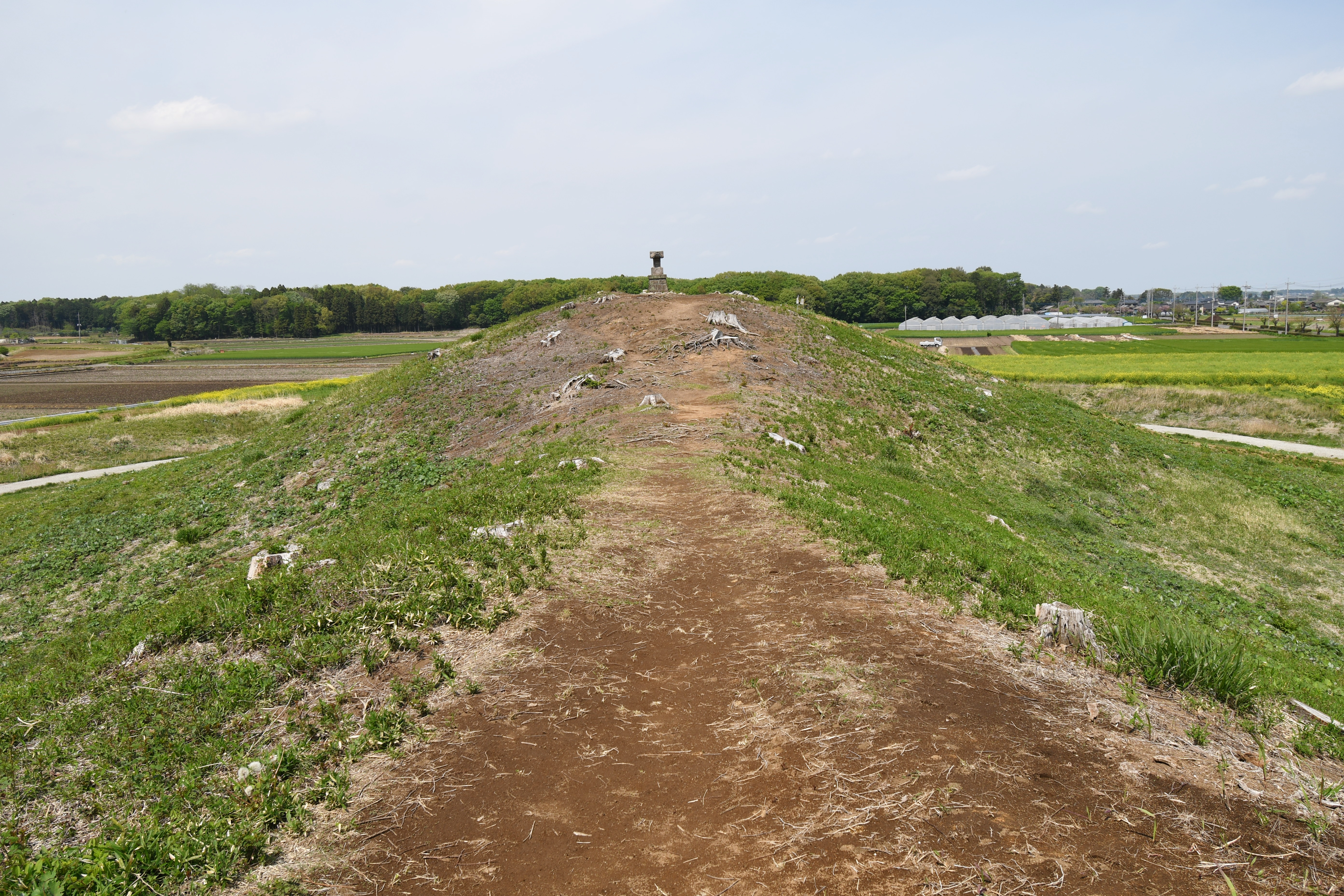
前方部から後円部を望む
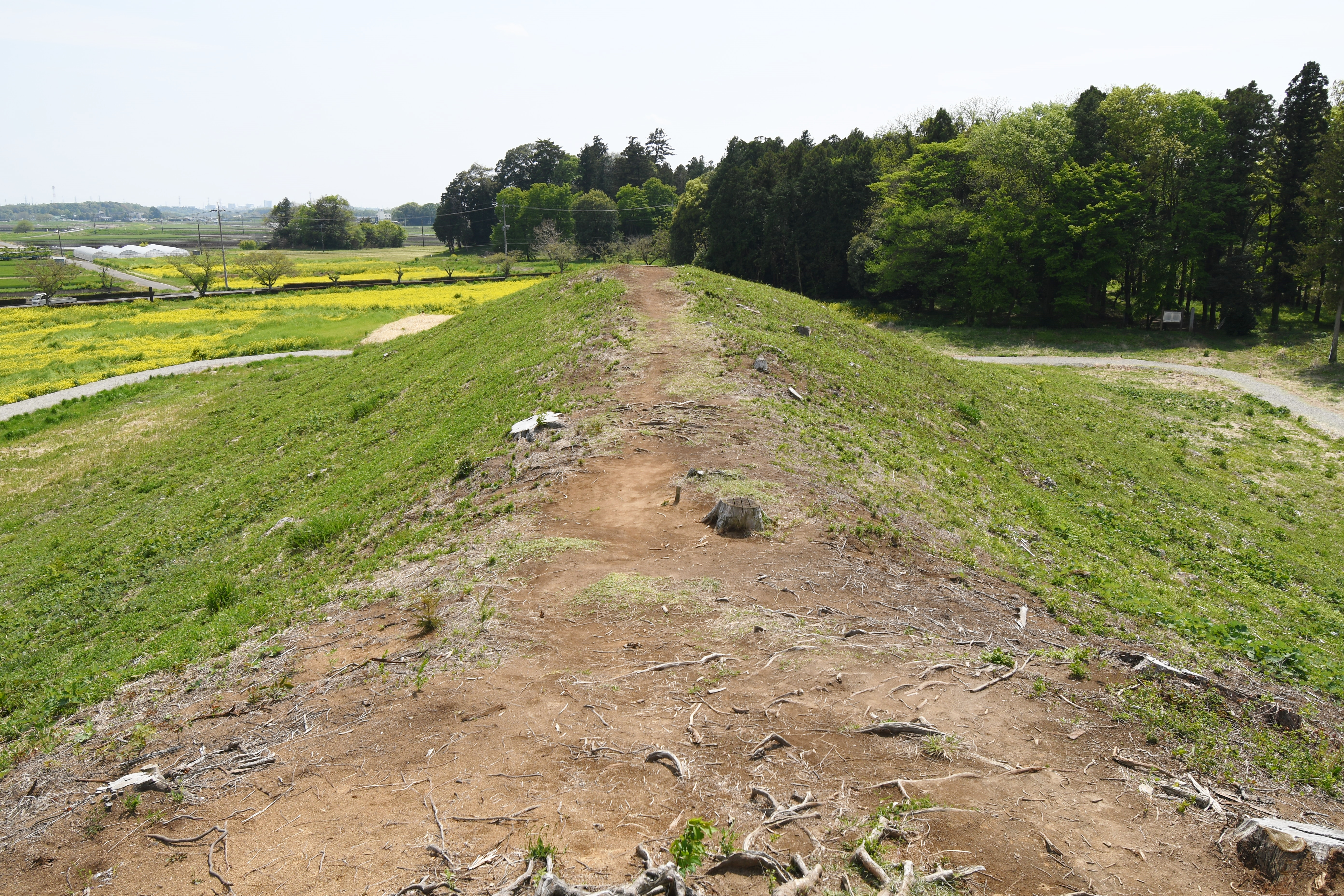
後円部から前方部を望む
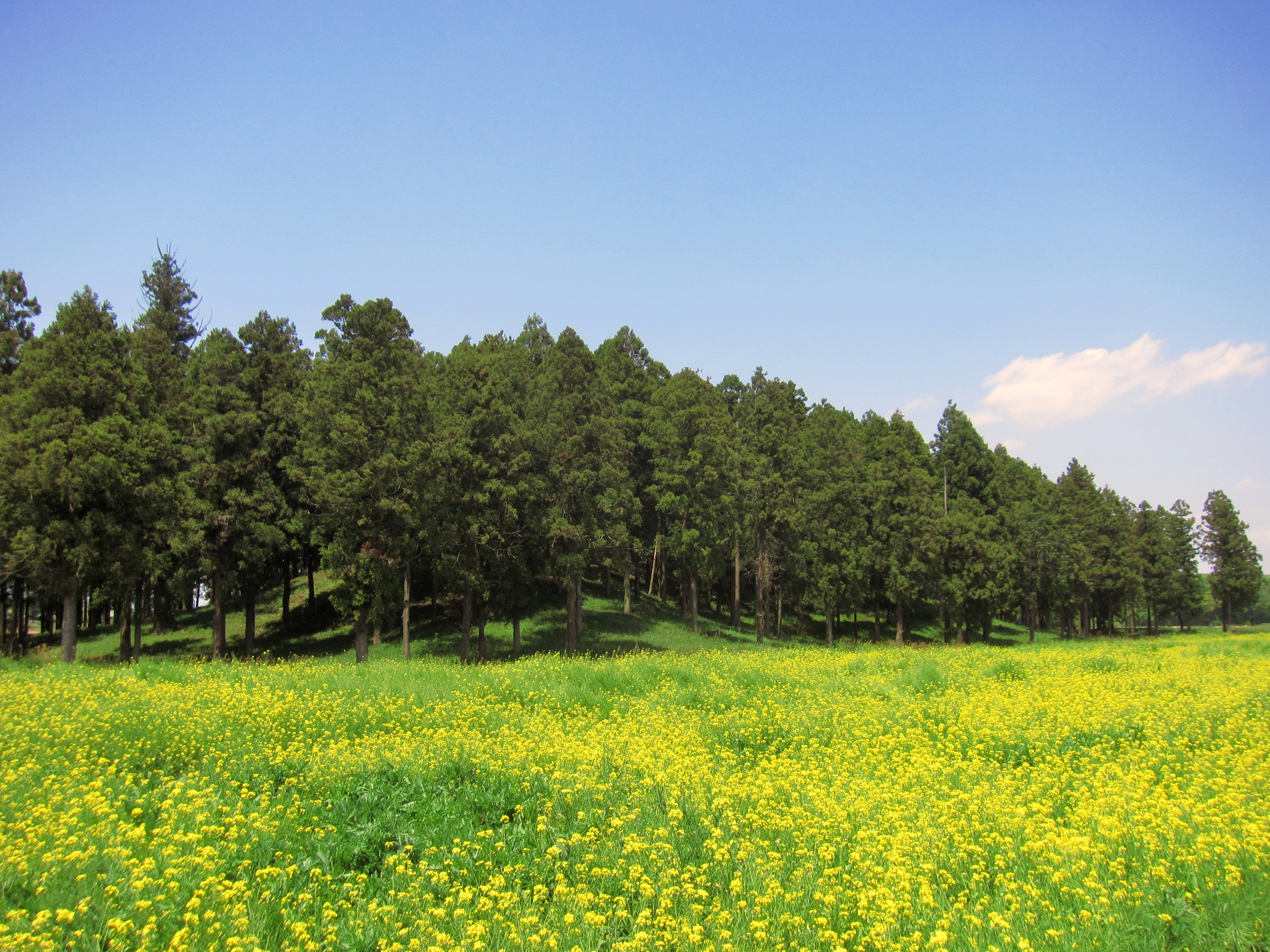
墳丘（2013年時点）
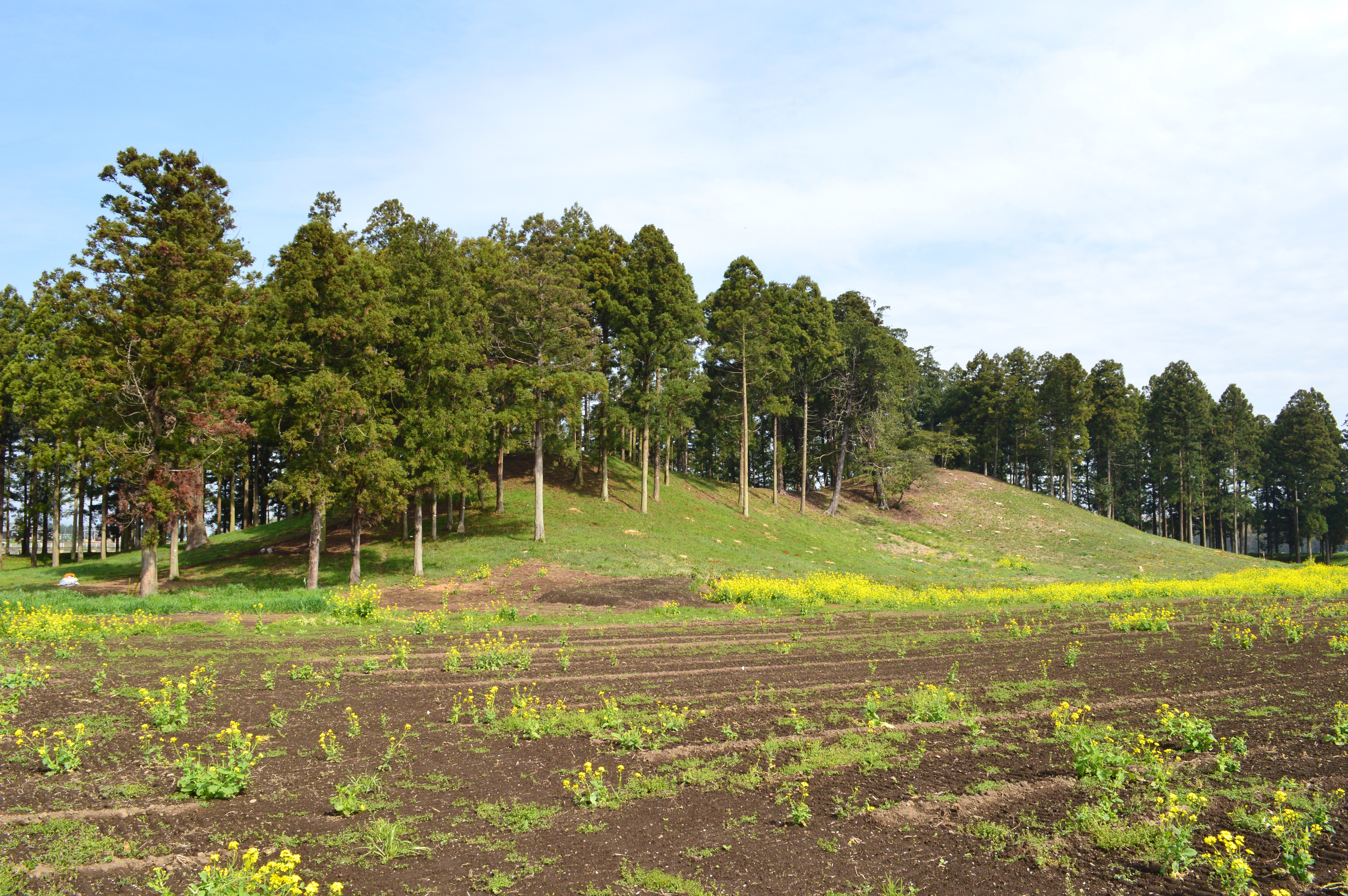
墳丘（2015年時点）
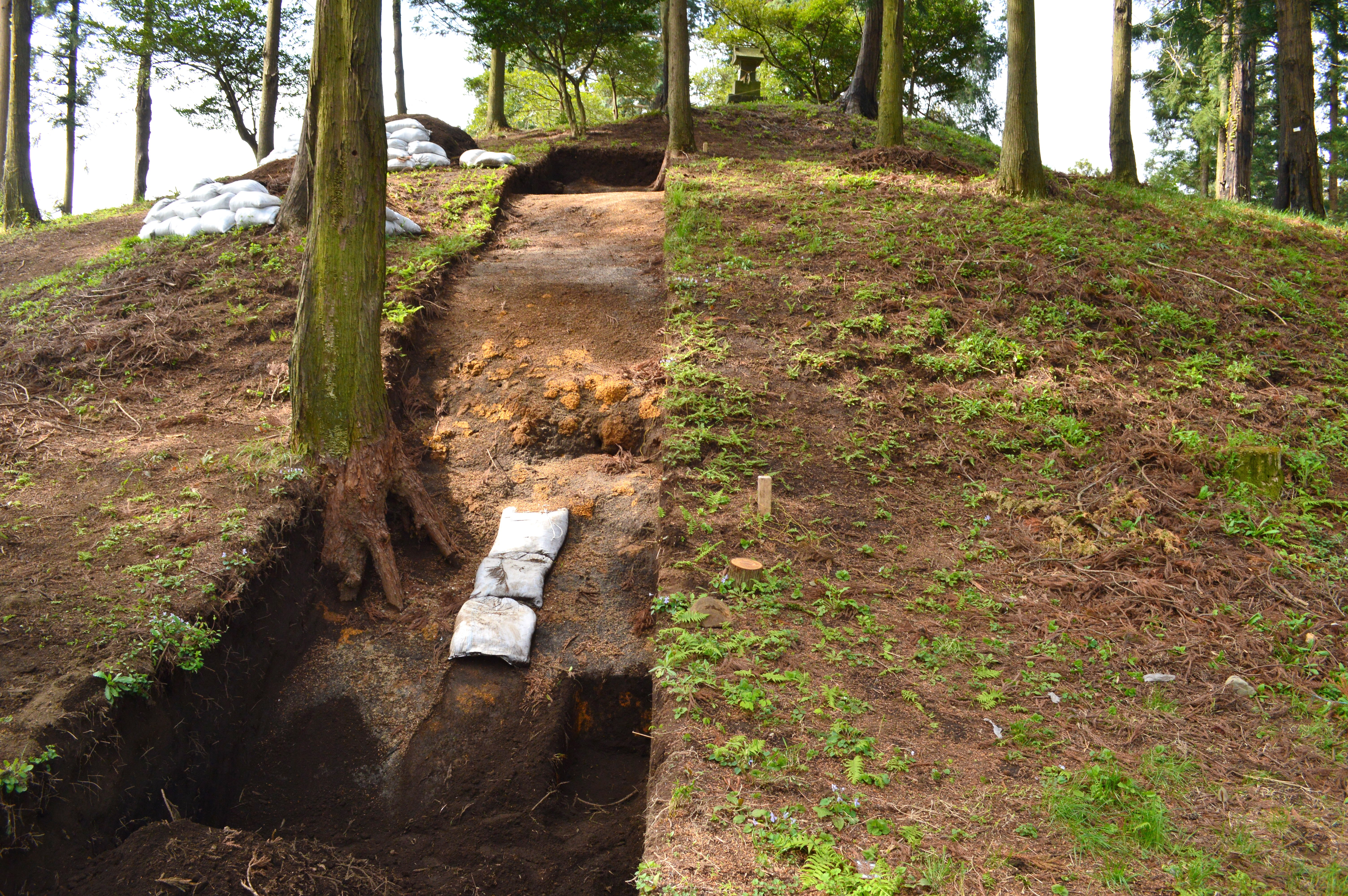
2015年発掘調査時のトレンチ
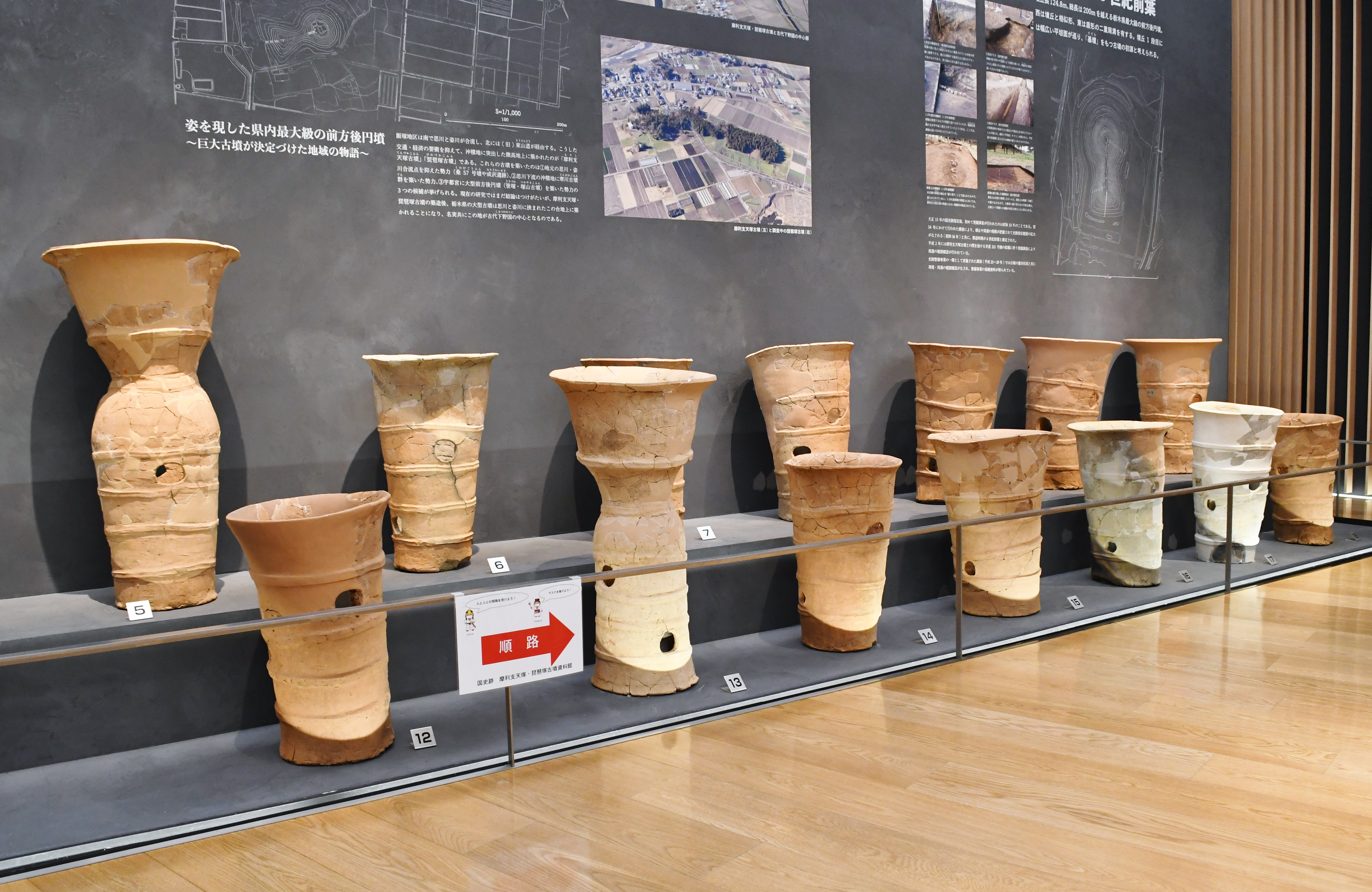
円筒埴輪・朝顔形埴輪 国史跡 摩利支天塚・琵琶塚古墳資料館展示。

## 文化財

### 国の史跡
- 琵琶塚古墳 - 1926年（大正15年）2月24日指定、1981年（昭和56年）12月9日に指定範囲の追加指定[4]。

## 周辺の古墳

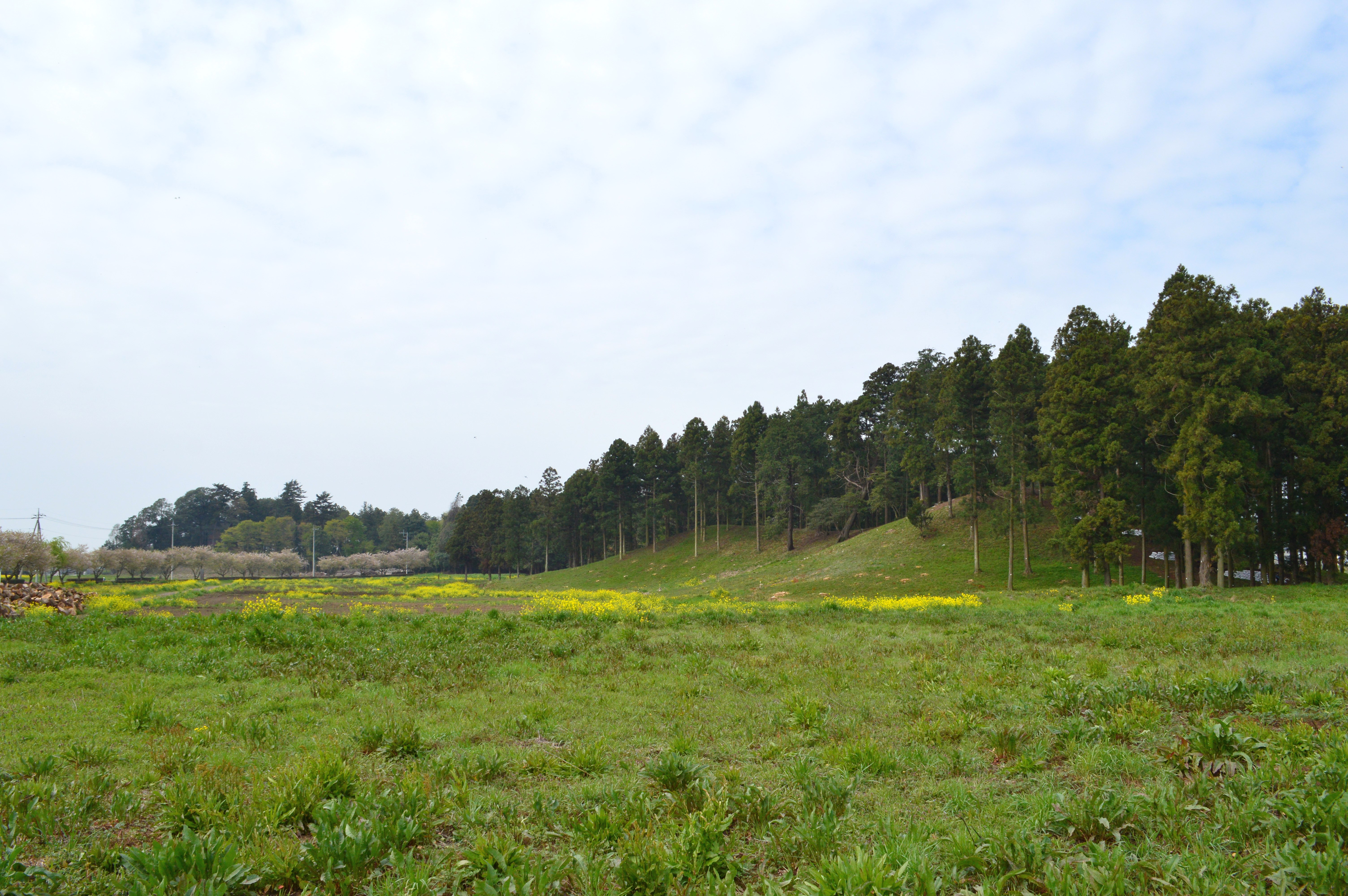
琵琶塚古墳（右手前）と摩利支天塚古墳（左後方）

思川・姿川間の台地上には6世紀から7世紀にかけて多数の大規模古墳が築造されており、これらは当地の歴代在地首長墓とされる。主な古墳には次のものがある。
- 摩利支天塚古墳 （栃木県小山市大字飯塚、北緯36度22分20.39秒 東経139度48分21.31秒）
5世紀末の築造、墳丘長117メートルで県内第3位[10]。
- 吾妻古墳 （栃木県栃木市大光寺町吾妻・下都賀郡壬生町藤井吾妻原、北緯36度24分15.16秒 東経139度48分41.13秒）
6世紀後半の築造、墳丘長127.85メートルで県内第1位[11]。

なお、律令制下に入っても当地一帯は下毛野国（のち下野国）の中心部をなしており、付近には下野国府・下野国分寺が営まれた。

## 関連施設
- 国史跡 摩利支天塚・琵琶塚古墳資料館（小山市飯塚） - 琵琶塚古墳の出土品等を保管・展示。

## 関連文献
（記事執筆に使用していない関連文献）
- 『琵琶塚古墳発掘調査報告書（小山市文化財調査報告書 第30集）』小山市教育委員会、1994年。 - リンクは奈良文化財研究所「全国遺跡報告総覧」。
- 『国史跡 琵琶塚古墳 発掘調査概報I（小山市文化財調査報告書 第94集）』小山市教育委員会、2015年。 - リンクは奈良文化財研究所「全国遺跡報告総覧」。
- 『国史跡 琵琶塚古墳 発掘調査概報II（小山市文化財調査報告書 第100集）』小山市教育委員会、2016年。 - リンクは奈良文化財研究所「全国遺跡報告総覧」。